# Institut za zborsku glazbu Polifonija
Institut za zborsku glazbu Polifonija hrvatska je udruga.

## Povijest
Glazbena radionica mladih Polifonija osnovana je 21. veljače 1998. godine u Osijeku, a od 09. svibnja 2018. djeluje pod nazivom Institut za zborsku glazbu Polifonija. Umjetničko vodstvo čine: dr.sc. Antoaneta Radočaj-Jerković, ravnateljica; Davor Dedić, mag.mus., počasni predsjednik; dr.sc. Majda Milinović, dirigentica Osječkih zumbića; Anja Papa, mag.mus., dirigentica Mlađeg zbora Brevis; te korepetitori Martina Proleta i Zvonimir Glibušić.

## Zborovi
U okviru Instituta za zborsku glazbu Polifonija djeluju sljedeći zborovi: Vokalni ansambl Brevis, Dječji zbor Brevis i Dječji zbor Osječki zumbići.

### Vokalni ansambl Brevis
Vokalni ansambl Brevis je vrhunski ženski pjevački zbor i dugogodišnji umjetnički projekt dirigentice dr.sc. Antoanete Radočaj-Jerković i klavirskog suradnika Davora Dedića.
Zbor je već godinama jedan od najuglednijih hrvatskih pjevačkih zborova o čemu svjedoče brojna priznanja i nagrade, umjetnički projekti i suradnje te koncertna gostovanja po cijelom svijetu.
Umjetnički identitet zbora sastoji se od izuzetno visoke razine vokalnih mogućnosti pjevačica, prepoznatljivog zborskog zvuka, originalnosti i proaktivnosti u odabiru i interpretaciji zborskog repertoara te od jedinstvenog scenskog šarma kojim ansambl na posebno dojmljiv način zaokružuje umjetnički dojam svake izvedbe.
Svojim najvećim uspjesima, Vokalni ansambl Brevis smatra nezaboravne koncertne nastupe u najprestižnijim svjetskim koncertnim dvoranama kojima je Osijek i Hrvatsku proslavio u svijetu. To su: Carnegie Hall u New Yorku (2013), Grand Philharmonic Hall (2016) u Sankt Peterburgu i Sydney Opera House u Sydneyu (2017).

### Dječji zbor Brevis
Dječji zbor Brevis osnovan je 2004. godine kao pomladak Vokalnog ansambla Brevis. Zbor okuplja pedesetak djevojčica i dječaka u dobi od 10 do 18 godina. Sudjelovao je u mnogim projektima zajedno s Vokalnim ansamblom Brevis. 

### Dječji zbor Osječki zumbići
Dječji zbor Osječki zumbići osnovan je 1989. godine i djelovao je pod vodstvom prof. Jelene Burić do 2000. godine, a od 1995. godine je u radu sudjelovala i kasnijih godina nastavila vođenje zbora (i ostalih zborova u okviru tadašnje GRM Polifonije) dr.sc. Antoaneta Radočaj-Jerković. Nakon uključivanja u Institut za zborsku glazbu Polifonija rast i popularnost Zumbića su nastavljeni te su postignuti brojni uspjesi. Od 2013. godine su dirigentice i voditeljice Majda Milinović i Anja Papa, a klavirska suradnica je Martina Proleta.

## Vanjske poveznice
Mrežna mjesta
- Zborovi Instituta za zborsku glazbu "Polifonija" međunarodno višestruko nagrađeni, sib.net.hr, 23. studenoga 2020.